# 科羅夫亞河
科羅夫亞河（烏克蘭語：Коров'я），是烏克蘭西南部的河流，屬於傑列格盧伊河的左支流。該河流經切爾尼夫齊州的切爾尼夫齊區，河道全長24公里，流域面積115平方公里。